# Alonsotegi
Alonsotegi en basque ou Alonsótegui en espagnol est une commune de Biscaye dans la communauté autonome du Pays basque en Espagne.
Le nom officiel de la ville est Alonsotegi.

## Géographie
La population et les industries se trouvent dans le corridor de la rivière Kadagua, entre la sierra Sasiburu (jusqu'à 500 m) et des monts Ganekogorta (998 m) et Pagasarri (673 m). Divers cours d'eau naissent dans leurs flancs et apportent leurs eaux à la rivière Kadagua. Le centre urbain se trouve à une altitude de 46 m
- La municipalité est limitée au nord par Barakaldo et Bilbao, au sud par Arrankudiaga et Gueñes, à l'est par Arrigorriaga et Bilbao et à l'ouest par Gueñes.

### Quartiers d'Alonsotegi
- Arbuio
- Azordoiaga
- Irauregi
- Pertxeta
- Zamundi

## Histoire
L'histoire d'Alonsotegi se répartit sur quatre périodes :
1. Jusqu'à la fin du XVe siècle et début du XVIe siècle, Alonsotegi a fait partie intégrante de la municipalité d'Arrigorriaga.
2. Au XVIe siècle, on l'a constituée comme un elizate indépendant, situation qui est restée jusqu'en 1888.
3. Depuis le 13 novembre 1888 et jusqu'au 31 décembre 1990, Alonsotegi est restée une annexe de la municipalité de Barakaldo.
4. Finalement, le 1er janvier 1991 elle entame une nouvelle étape en constituant une nouvelle municipalité indépendante en s'associant avec le quartier d'Irauregi, jusqu'à ce jour baracaldais.

## Centres d'intérêt
L'environnement d'Alonsotegi est une zone d'un grand attrait car il reste encore beaucoup de choses à connaître. Les Senderos de Pequeño Recorrido (sentiers de petites randonnées) nous permettent de jouir des enclaves les plus attrayantes de la municipalité au travers de promenades agréables qui, en partant du noyau urbain, nous approchent des zones de grande valeur comme sont le volume de Ganekogorta et la cordillère de Sasiburu.
Des mines, névés, gisements, anciens lieux habités, fermes, chênaies, hêtraies, pâturages, sangliers, chevreuils… forment une offre complète de ressources de goûts pour le visiteur dont beaucoup de personnes jouissent quotidiennement.

## Patrimoine civil
Alonsotegi dispose de divers éléments d'intérêt historique, culturel et naturel :
- Névés du Pagasarri
- Pont d'Irauregui
- Constructions néobasques comme les logements ouvriers de Barrankalea,
- Constructions neo-gotiques comme l'église de San Barthélémy,
- Éléments architecturaux d'intérêt ethnographique comme les halls et les berges du quartier pastoral d'Artiba.

## Personnalités de la commune
- Fray Martín de Coscojales, moine
- Fray Miguel de Alonsotegi ou José Zabala y Miranda, moine
- Iñigo Urkullu (1961-), homme politique
- Andoni Goikoetxea (1956-), ex-footballeur et entraineur.

## Patrimoine religieux
- Ermitage de San Antolín Irauregui
- Ermitage de San Martín
- Ermitage de Santa Quiteria
- l'ermitage de Nuestra Señora de la Guía

### Sources
- (es) Cet article est partiellement ou en totalité issu de l’article de Wikipédia en espagnol intitulé « Alonsótegui » (voir la liste des auteurs).